# Verbunk
Een verbunk of verbunkos is een Hongaarse mannendans met kenmerkende slagen van de vlakke hand tegen de laars. De verbunkos (van het Duitse Werbung), die ontstond in de achttiende eeuw, werd door het leger gebruikt als lokkertje bij het werven van jonge mannen op het platteland. Een verbunk wordt meestal uitgevoerd door een aantal mannen die om beurten hun kunnen tonen en elkaar daarbij uitdagen. Veel choreografieën zoals die heden ten dage uitgevoerd worden in theaters eindigen met een snelle verbunk waarin alle dansers synchroon de snelle klapfiguren dansen.
De zigeunerorkestleider Janos Bihari is de bekendste componist van verbunkos; ook József Kossovits heeft er een aantal op zijn naam staan. In de negentiende eeuw drong de dans door in de salons. Ferenc Erkel verwerkte de verbunkos in twee van zijn bekendste opera's. Béla Bartók maakte eveneens gebruik van de Hongaarse dansstijl, onder meer in zijn Tweede Vioolconcert. Ook het eerste deel van zijn Contrasten voor klarinet, viool en piano draagt de titel Verbunkos. Zeer bekend is de Verbunkos uit de Háry János-suite van Zoltán Kodály (met de titel Intermezzo).